# Nicolae Tonitza
Nicolae Tonitza (pronunciat en romanès: [nikoˈla.e toˈnit͡sa]; 13 d'abril de 1886 - 27 de febrer 1940) va ser un pintor, gravador, litògraf crític, periodista i artista romanès. Inspirant-se en el postimpressionisme i l'expressionisme, va tenir un paper important en la introducció de les directrius modernistes a l'art local.

## Biografia
Nascut a Bârlad, va abandonar la seva ciutat natal l'any 1902 per assistir a l'Escola Nacional de Belles Arts de Iași, on va tenir entre els seus professors a Gheorghe Popovici i Emanoil Bardasare. L'any següent va visitar Itàlia juntament amb estudiants d'arqueologia de la Universitat de Bucarest sota la direcció de Grigore Tocilescu. Durant aquest període, juntament amb alguns dels seus companys d'estudis, Tonitza va pintar les parets de l'església de Grozești.
El 1908 va marxar a Múnic, on va assistir a la Reial Acadèmia de Belles Arts; va començar a publicar caricatures polítiques a Furnica, i va contribuir amb articles de crítica d'art a Arta Română. Tonitza va passar els tres anys següents a París, on va visitar els estudis d'artistes i va estudiar quadres famosos. Tot i que la creació del jove artista inicialment s'ajustaria a l'estil predominant, el seu don pel color i el seu toc personal l'acabarien conduint cap a l'experimentació. Al llarg de la seva vida es va mantenir compromès amb l'Escola de Múnic, aclamant el seu estil innovador sobre els suposadament "obscurs imitadors de Matisse".
Després del seu retorn Tonitza va pintar frescos a diverses esglésies de Moldàvia i va treballar com a professor d'art, i després, juntament amb Cezar Petrescu, com a redactor del diari Iașul. Es va casar amb Ecaterina Climescu el 1913. El col·leccionista d'art Krikor H. Zambaccian, amb qui Tonitza es va fer amistat després de 1925, va indicar que, durant la seva existència, Iașul va fer costat al Partit Conservador, oposant-se a l'entrada de Romania a la Primera Guerra Mundial.
El 1916, després que Romania entrés en conflicte, Tonitza va ser reclutat a l'exèrcit i va lluitar del 20 al 25 d'agost amb el 84è Regiment d'Infanteria a la batalla de Turtucaia. Ferit, va caure presoner dels búlgars i va ser enviat a un camp d'internament a Kardzhali, juntament amb el seu també pintor Sever Burada i l'escultor Horia Boambă. Allà va emmalaltir de paludisme i de reumatisme, que l'assolarien fins a la seva mort. Pel seu valor en la batalla Tonitza va rebre el novembre de 1916 l'Orde de Miquel el Valent, 3a classe. Va ser posat en llibertat i retornat l'abril de 1918.
Durant la dècada de 1920, va ser membre del grup Arta Română (al costat de Gheorghe Petrașcu i altres). El seu compromís amb el comentari social es percep millor en la seva obra gràfica, maliciosa i de vegades dramàtica — va dibuixar per a moltes revistes contemporànies, generalment polítiques i d'esquerres : Socialismul (veu oficial de l'efímera Partit Socialista de Romania), Adevărul, Flacăra, Hiena, Rampa, i Clopotul — Scarlat Callimachi, i en els seus articles (inclosos els de Viața Românească i Curentul), que parlaven principalment d'esdeveniments culturals i socials. Es va apropar a l'escriptor i activista Gala Galaction, el llibre de la qual va il·lustrar O lume nouă l'any 1919, i el retrat de la qual ("L'home d'un món nou") va pintar un any després. El seu primer catàleg, publicat l'any 1920, va ser prologat pel poeta i crític d'art Tudor Arghezi.
L'any 1921 Tonitza va ampliar la seva gamma pintant prototips per a una fàbrica de ceràmica i organitzant una exposició de ceràmica; el mateix any, es va traslladar a Vălenii de Munte, i va decidir deixar de col·laborar a la premsa. Va ser en aquell moment que va desenvolupar el seu estil i temes característics, tots dos, segons Zambaccian, estaven determinats per les seves experiències com a pare.

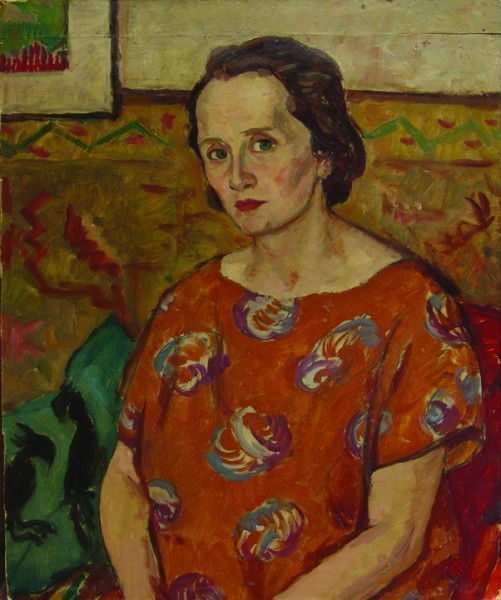
Ecaterina Tonitza, dona del pintor, retrat de Ștefan Dimitrescu

Més tard esdevingué l'editor de la revista d'art Artele Frumoase i, el 1922, viatjà a Transsilvània, on es feu amistat amb Aurel Popp. El mateix any, va prendre la defensa de Camil Ressu durant un escàndol relacionat amb el disseny d'aquest últim per a un teló del Teatre Nacional, atacant les directrius artístiques propugnades per l'establishment cultural ("[Romania és] el país on els historiadors científics componen peces eròtiques i rimes vergonyentes)., […] on les dones intel·lectuals dibuixen els gestos ràfegues d'agents electorals decrèpits, […] on els metges empenyen els seus hipodèrmics rovellats als teixits musculars inesmentables dels artistes com a mitjà per a elaborar logaritmes estètics"). El 1926 Tonitza, Oscar Han, Francisc Șirato i Ștefan Dimitrescu es van organitzar com a Grupul celor patru ("El grup dels quatre"). Va tenir èxit l'any 1925, després d'obrir una gran exposició de les seves pintures de Vălenii de Munte a Bucarest, alhora que va aixecar controvèrsia (incloses les crítiques de Ressu) pel seu estil "semblant a un cartell".
Malgrat la seva fama, va continuar vivint una existència empobrida i trepidant, que probablement va contribuir al declivi de la seva salut. El 1931, dividia el seu temps entre Bucarest i Constança, havent acceptat pintar les parets de l'església de Sant Jordi d'aquesta darrera ciutat. Tonitza es va enfadar per l'acollida de la seva obra a Constança i es va declarar insultat després que se li obliguessin a mostrar els seus dissenys en competició a artistes menys coneguts. Finalment, va rebre l'encàrrec, i va passar els dos anys següents treballant en els murals, mentre es distanciava del Grupul celor patru.
A la mort de Dimitrescu el 1933, Tonitza va ocupar la seva càtedra a l'Acadèmia de Belles Arts de Iași. Participant en diverses exposicions nacionals i fires mundials, va pintar les seves últimes obres al voltant de Balchik.
Segons Zambaccian, l'associació primerenca de Tonitza amb el socialisme es va deure en part a l'interès que tenia per ell la premsa d'esquerres, que estava disposada a premiar les seves aportacions en un moment en què "no es podia viure només de la pintura". La mateixa font va afirmar que l'artista es va abstenir més tard d'expressar opinions polítiques i, en una ocasió durant la dècada de 1930, en broma es va referir a si mateix com a "partidari de Petre P. Carp " (el líder conservador havia mort el 1919). No obstant això, va signar, juntament amb altres figures culturals destacades, una crida per estrènyer les connexions culturals entre Romania i la Unió Soviètica, donant lloc a la creació de Societatea pentru întreținerea raporturilor culturale dintre România și Uniunea Sovietică (la Societat per al manteniment de vincles culturals entre Romania i la Unió Soviètica) el maig de 1935 (vegeu Amicii URSS).
Va caure greument malalt el 1937, i va morir tres anys després. És enterrat al cementiri de Ghencea, a Bucarest.

## Art

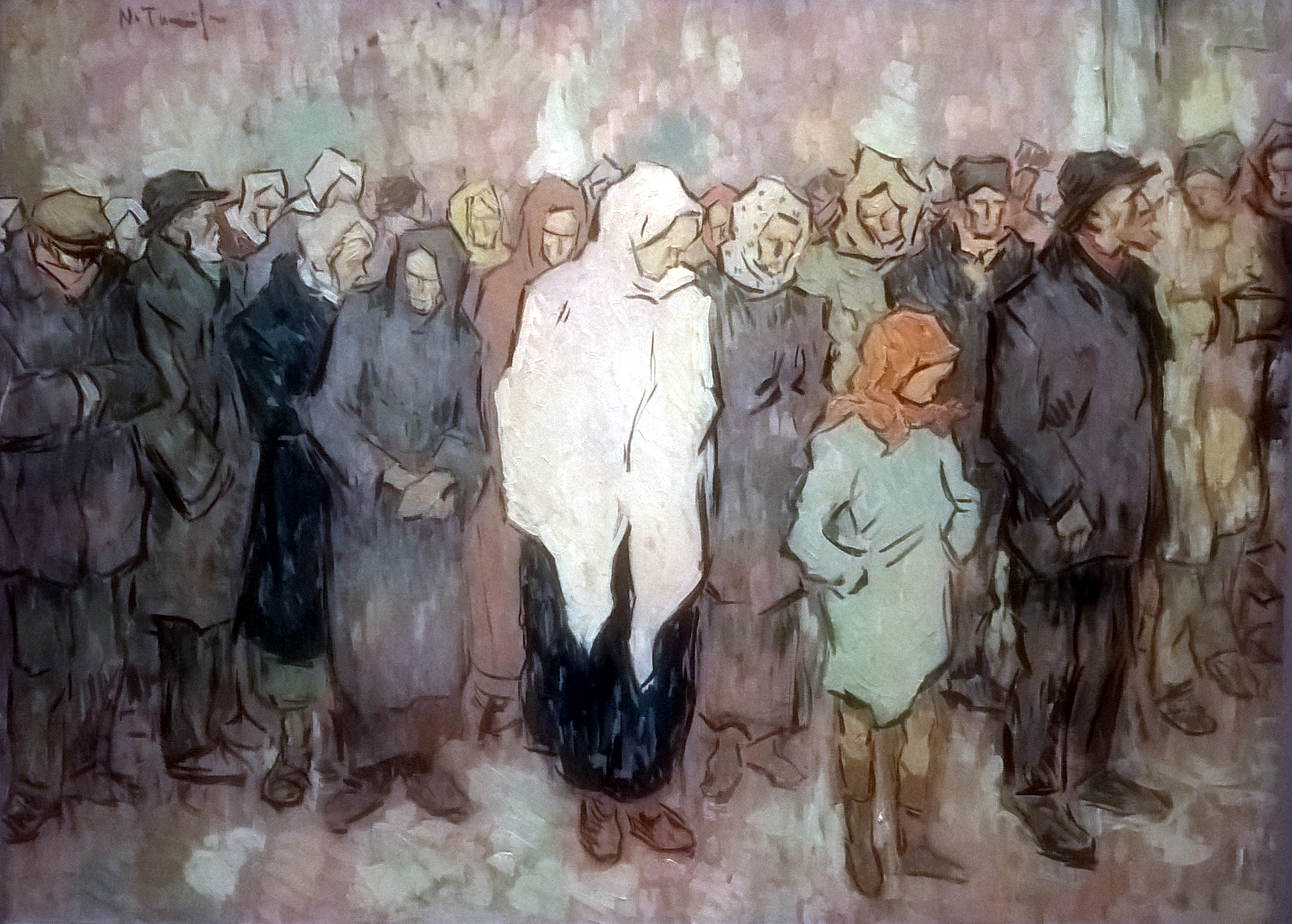
Coadă la pâine ("Fant cua per al pa", 1920)

A causa de l'art del seu predecessor Ştefan Luchian, Tonitza es va inspirar en gran manera en l'impressionisme, però admirava igualment els descobriments fets pels artistes postimpressionistes (la seva revolució en la composició i l'esplendor de la Belle Époque). Tonitza va ser especialment crític amb Nicolae Grigorescu, el principal creador de tendències de l'art romanès, l'èxit del qual sobre els "motius camperols", va afirmar, l'havia "atreït a romandre, durant la resta de la seva vida, en aquesta atmosfera alegre i alegre. ". Igualment es va oposar a la influència de Grigorescu sobre les generacions més joves, que havia portat al " manierisme " i al " nacionalisme " en l'elecció dels temes, i a l'art urbà emergent ("on l'home només representarà un accessori decoratiu i divertit").
Evidenciant la seva "vida turmentada" i "l'estil de vida fantàstic i bohemi ", Zambaccian es va preguntar si aquests no havien estat la font de l'"art enginyós, ple d'alegries cromàtiques que, tanmateix, transita per la malenconia " de Tonitza. Va fer una comparació directa entre la presència innovadora de l'artista en la pintura i la poesia simbolista de George Bacovia.
Durant la seva estada a l'estranger, Nicolae Tonitza va ser influenciat per les obres de Rembrandt i Antonio da Correggio. Un admirador de tots dos Frans Masereel i Käthe Kollwitz, que també va adaptar expressionistes directrius — especialment els presents en els seus dibuixos satírics, però també manifesta grans obres com la Coada Paine ("Fent cua per al pa", 1920). Segons Zambaccian, Tonitza es va deixar d'adoptar clars principis expressionistes ("Modigliani i Pascin van afavorir les contorsions [formes], mentre que Tonitza no s'allunya de la natura i posa èmfasi en el sentiment"); els dos van continuar oposant-se en la qüestió de l'estil d'Henri Matisse (admirat per Zambaccian, pel molt contestat per Tonitza). Una influència més llunyana però no menys directa va ser l'art gràfic d'Honoré Daumier, que Tonitza havia estudiat.
L'art primerenc produït per aquestes influències va ser descrit a Sburătorul per Şirato, amic de Tonitza, com "pintures que són [de fet] dibuixos amb una lleugera ressonància d'intel·lectualisme"; durant el període, la revista Rampa va aclamar el pintor com "Un sacerdot d'idees humanitàries, d'idees que exigeixen l'atenció dels líders mundials actuals, amb un to cada cop més clar i audaç".
La majoria de les seves obres són de to seren, en contrast amb les que expressen la implicació de Tonitza en els temes socials. Van proposar un ideal estètic clàssic, veient l'art com un tresorer dels valors espirituals. Aquest missatge és més evident en els seus paisatges de la Dobruja del Nord , els seus estudis de bodegons, els retrats de pallassos (celebrats per la seva manera de sublimar els elements còmics i grotescos en màscares i maquillatge, per tal de revelar una humanitat trista), joves. dones i nens. Els anomenats "ulls de Tonitza", tant puntuals com expressius, són un tret característic dels retrats dels seus fills. En contrast amb la seva apreciació per aquestes peces, Zambaccian i altres membres del Grupul celor patru van exposar els paisatges de Baltxik: Zambaccian va remarcar que els seus s'assemblaven "més a arabescs en tons de colors, […] en un moment en què Șirato va evolucionar cap a l'alça cap a un matisat". pintura d'una bella representativitat en un espai lluminós".

## Obres

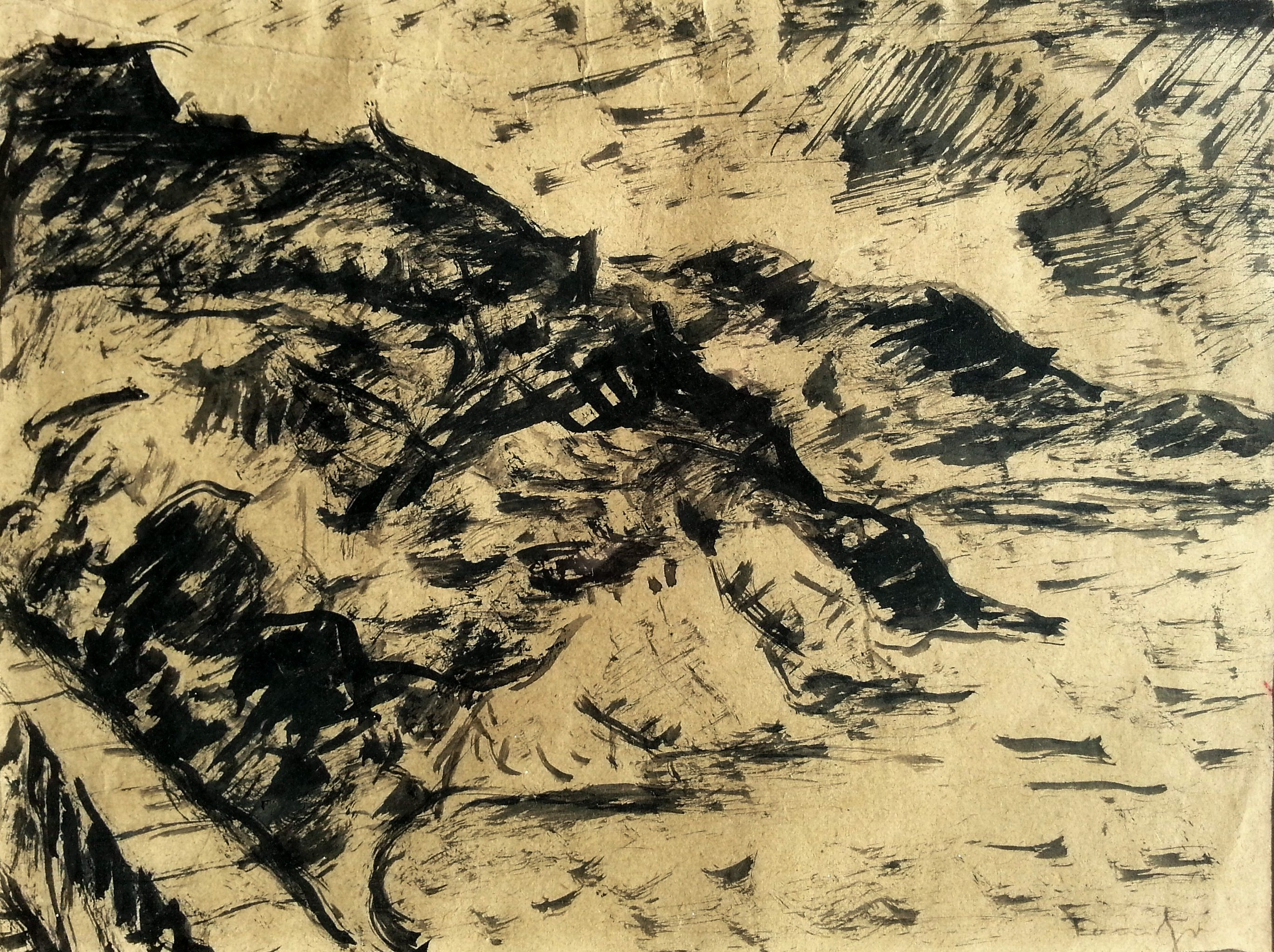
Costa del mar
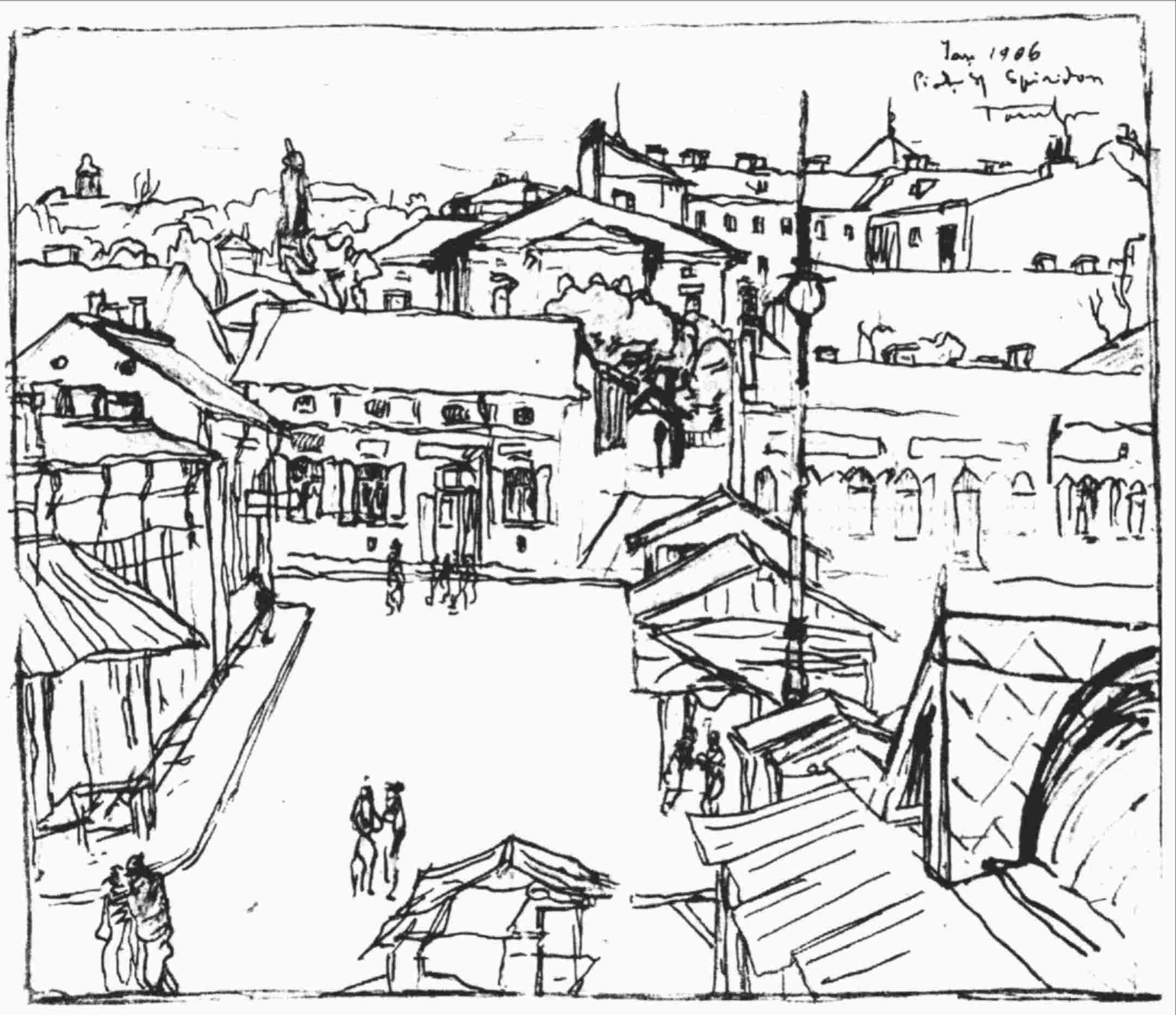
Sf. Plaça Spiridon a Iași (1906)
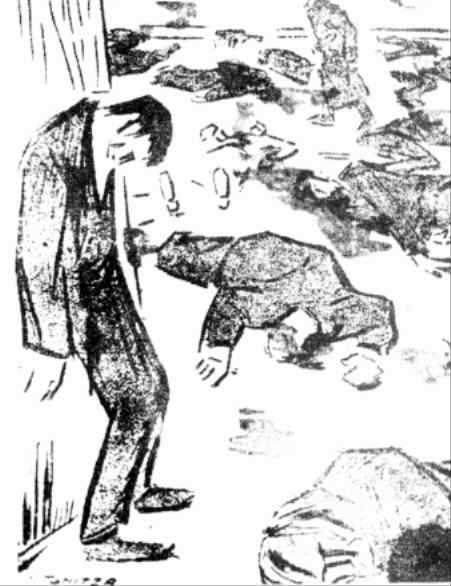
dibuixos animats de 1919
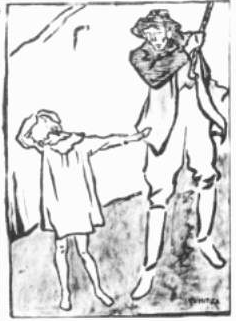
dibuixos animats de 1920
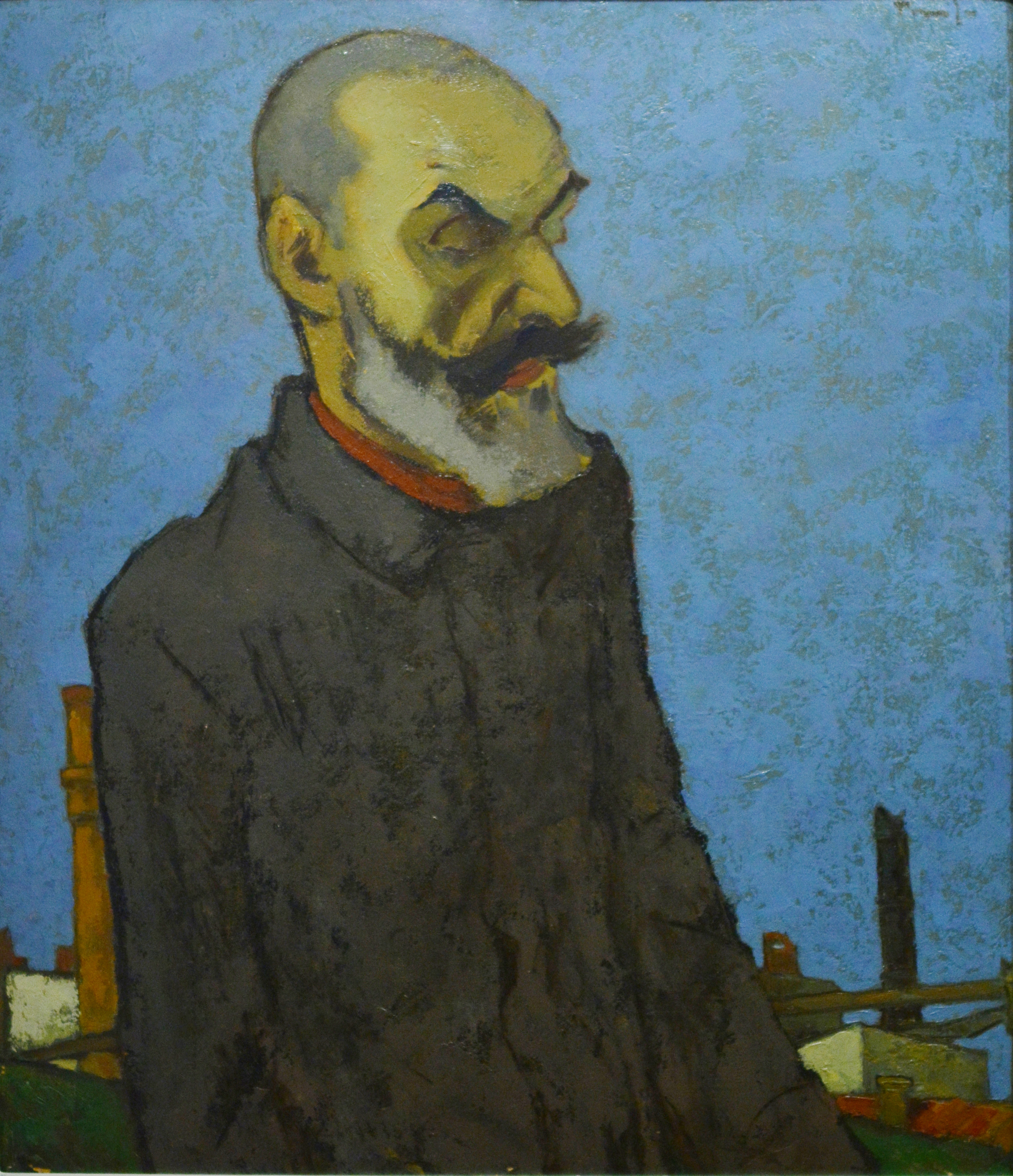
L'home d'un món nou, retrat de Gala Galaction (1920)
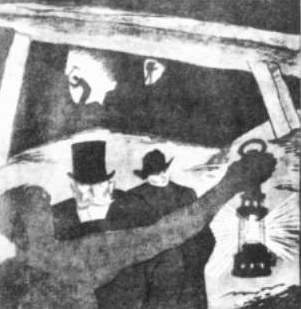
dibuixos animats de 1922
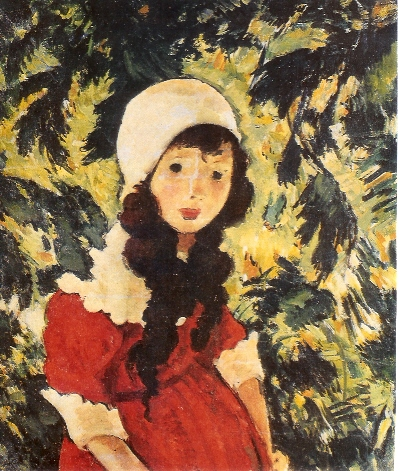
La filla del bosc (1924)
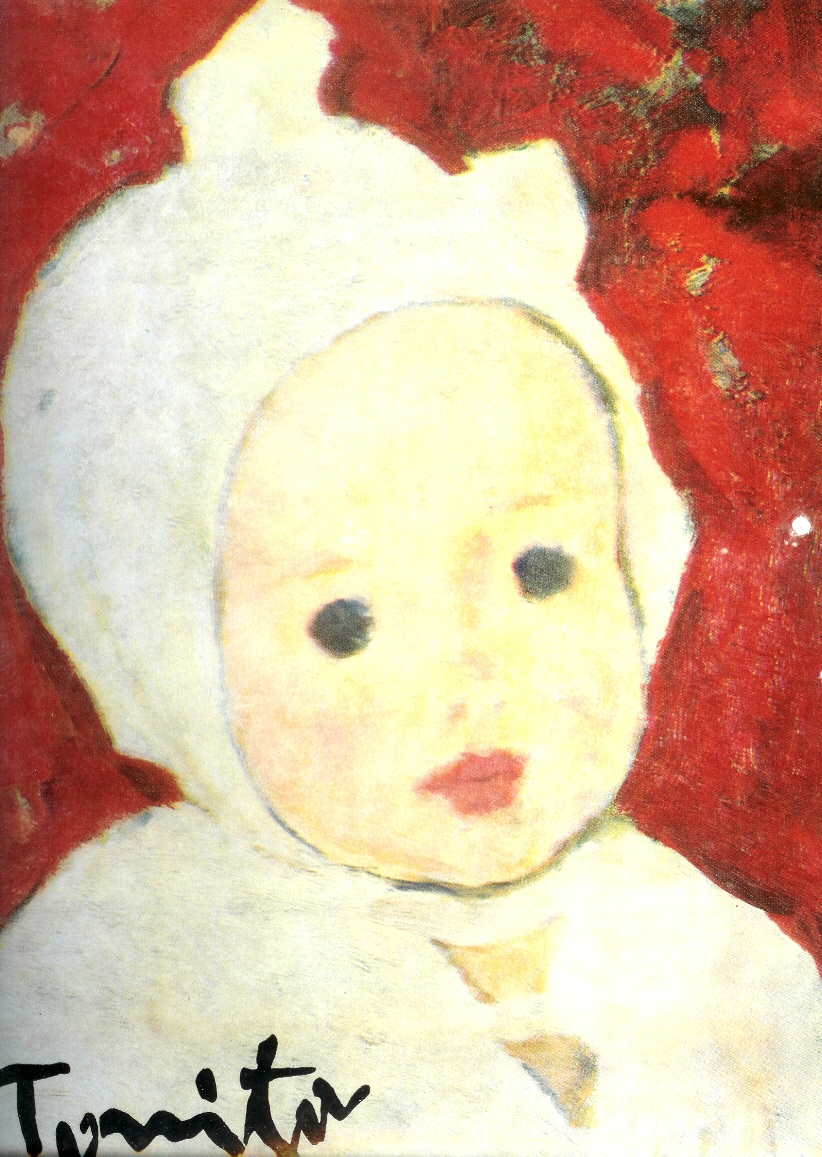
Retrat d'un nen (1926)
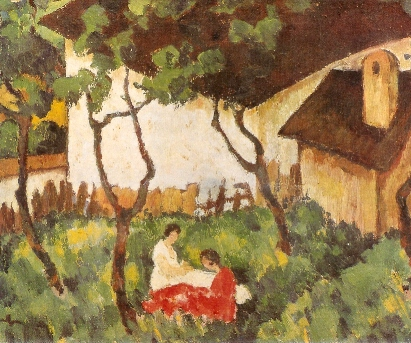
El jardí de Văleni (1926)
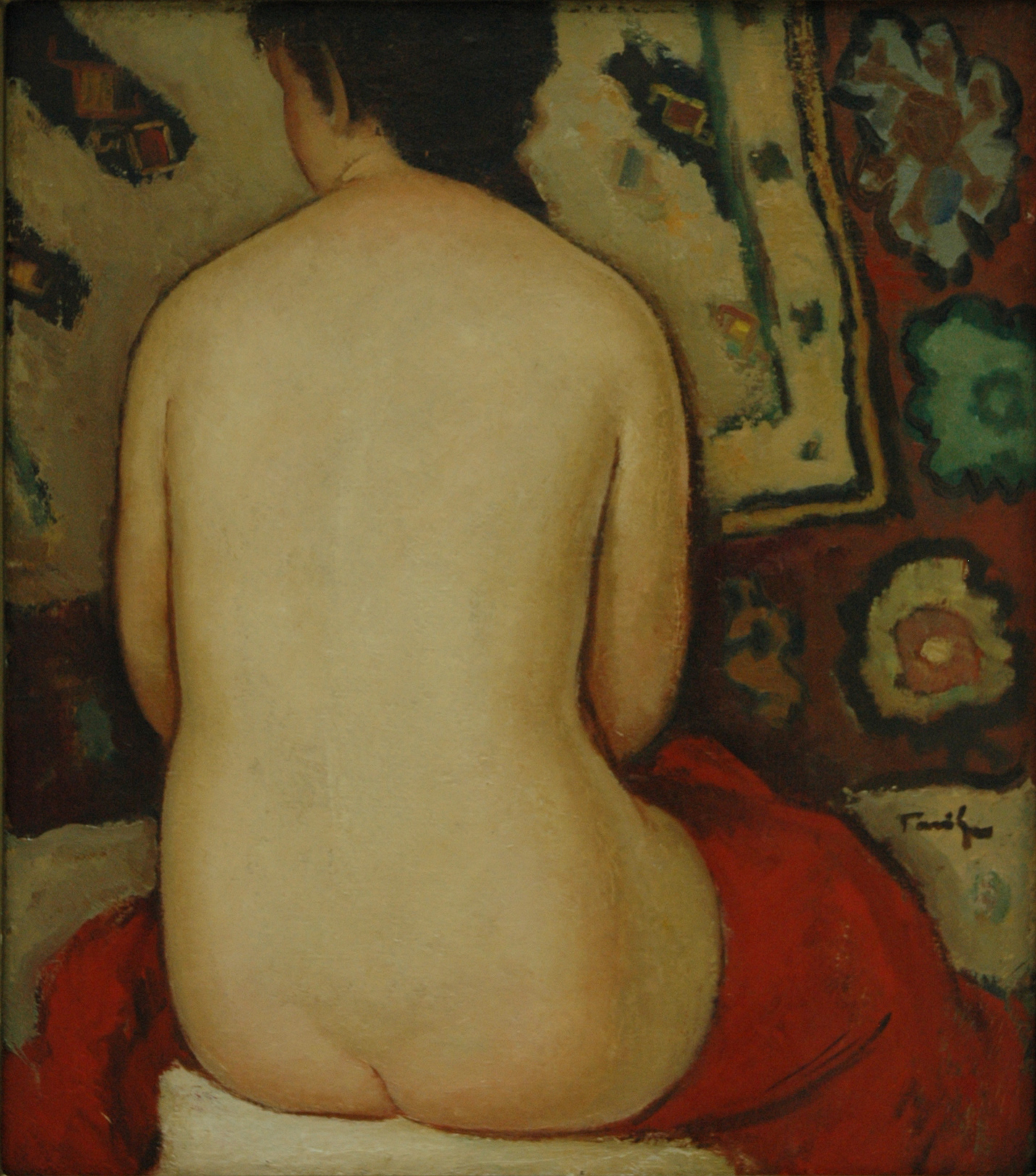
Nu (1927)
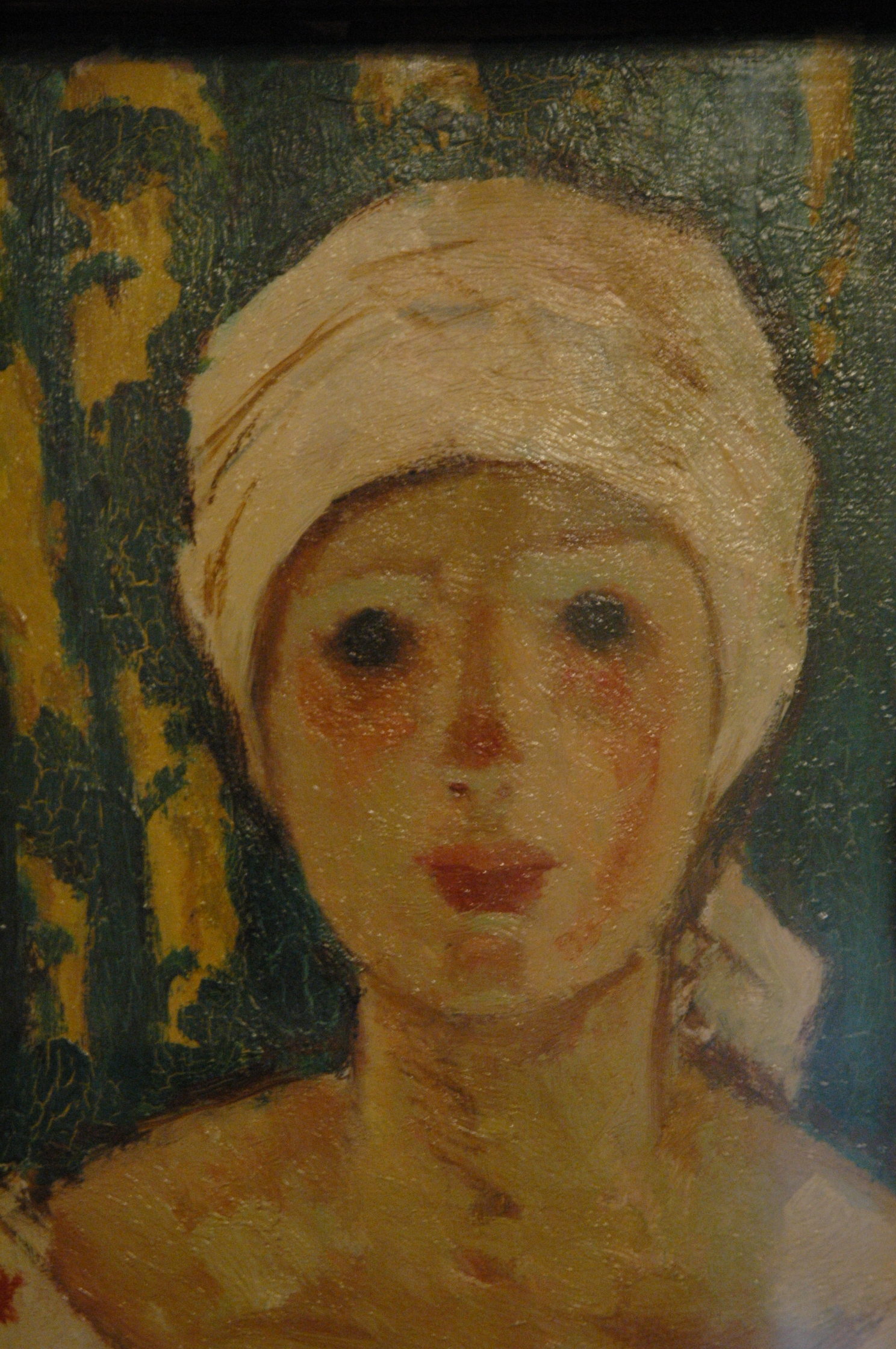
Retrat d'una noia (19xx)